# Titusbogen

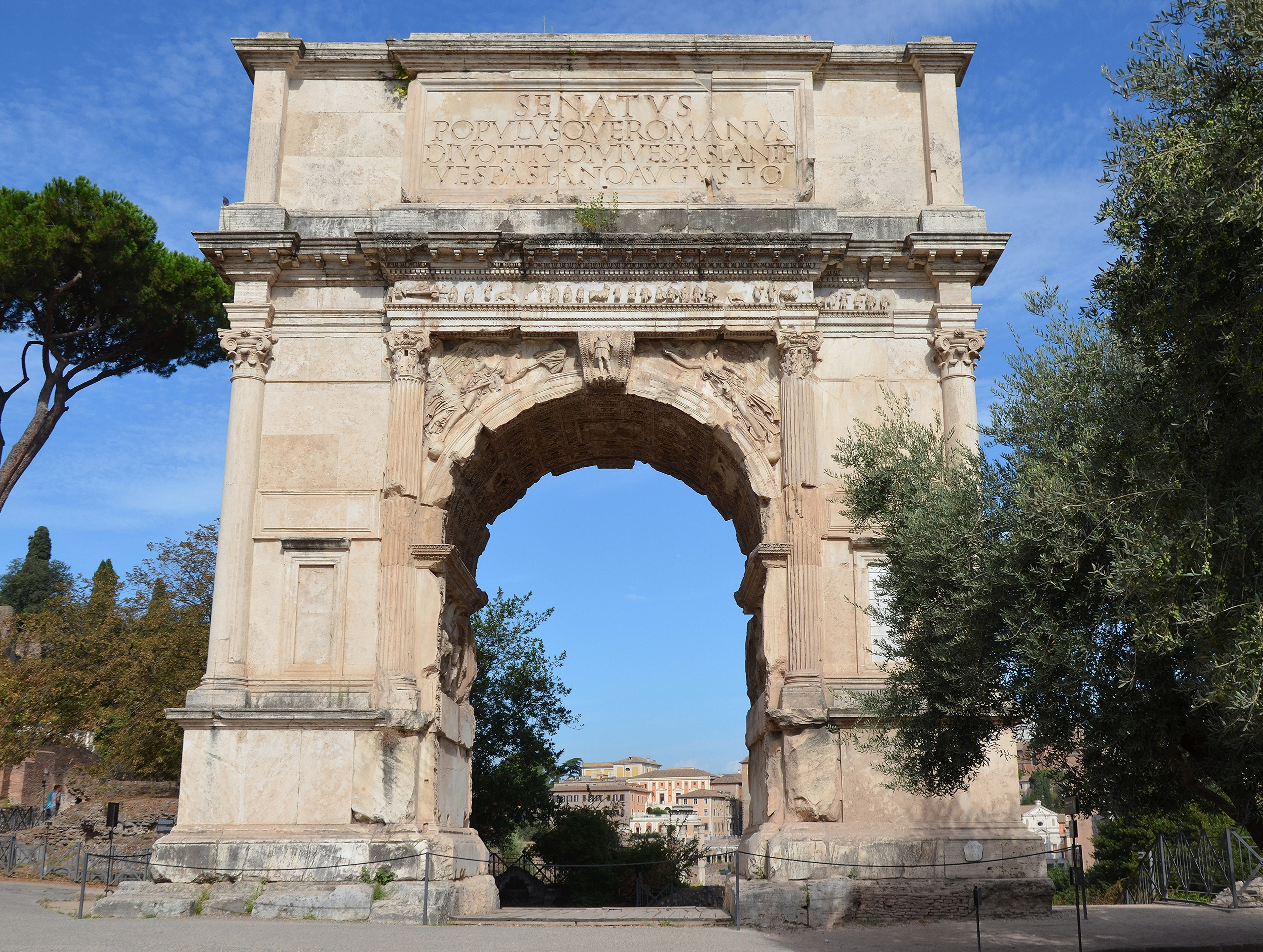
Der Titusbogen (Ostseite) am Ausgang des Forum Romanum

Der Titusbogen (italienisch Arco di Tito) ist ein eintoriger Triumphbogen auf der Velia, einem Hügel in Rom. Er ist der älteste erhaltene Triumphbogen der antiken Stadt und gehört heute zum archäologischen Gelände des Forum Romanum und des Palatin. Er ist Vorbild anderer Triumphbögen, so auch des Arc de Triomphe in Paris.
Kaiser Domitian ließ den Titusbogen in seinen ersten Amtsjahren errichten, um damit seinen verstorbenen Bruder und Vorgänger Titus zu ehren. Domitian hatte die Vergöttlichung des Titus nach dessen Tod 81 n. Chr. zügig durchgesetzt. Der Titusbogen, der zeitnah erbaut wurde, feiert diese Aufnahme des Titus unter die Götter. Er bezieht sich auf den gemeinsamen Triumph, der Titus und Vespasian im Sommer des Jahres 71 für ihren Sieg über Judäa gewährt wurde. Dieses damals gut zehn Jahre zurückliegende Ereignis wird aus zwei Gründen in Erinnerung gerufen: Der Triumph zu Lebzeiten weist voraus auf die Apotheose nach dem Tod, und die Beutestücke aus dem Jerusalemer Tempel erinnern an den größten Erfolg des Titus, die Eroberung Jerusalems im Jahr 70. Sie begründen, warum Titus unter die Götter aufgenommen wurde. Domitians Interesse dabei war die Verherrlichung der flavischen Dynastie, der er selbst angehörte, somit seine Herrschaftssicherung.
Es gab einen älteren, schon zu Lebzeiten des Titus errichteten ersten Titusbogen im Circus Maximus, der aber im Mittelalter abgetragen wurde.

## Beschreibung des Monuments

### Lage
Der Bogen steht auf der Höhe der Velia und am Kreuzungspunkt dreier Straßen: via sacra, via nova und clivus Palatinus. Zugleich markiert er den Schnittpunkt dreier Regionen: Regio IV (Templum Pacis), Regio VIII (Forum Romanum) und Regio X (Palatium). Wahrscheinlich wurde er selbst der Regio IV zugerechnet.

### Inschriften
Die an der Ostseite erhaltene antike Widmungsinschrift lautet:
„SENATUS

POPULUSQUE ROMANUS

DIVO TITO DIVI VESPASIANI F(ILIO)

VESPASIANO AUGUSTO“

(Der Senat
und das Volk von Rom

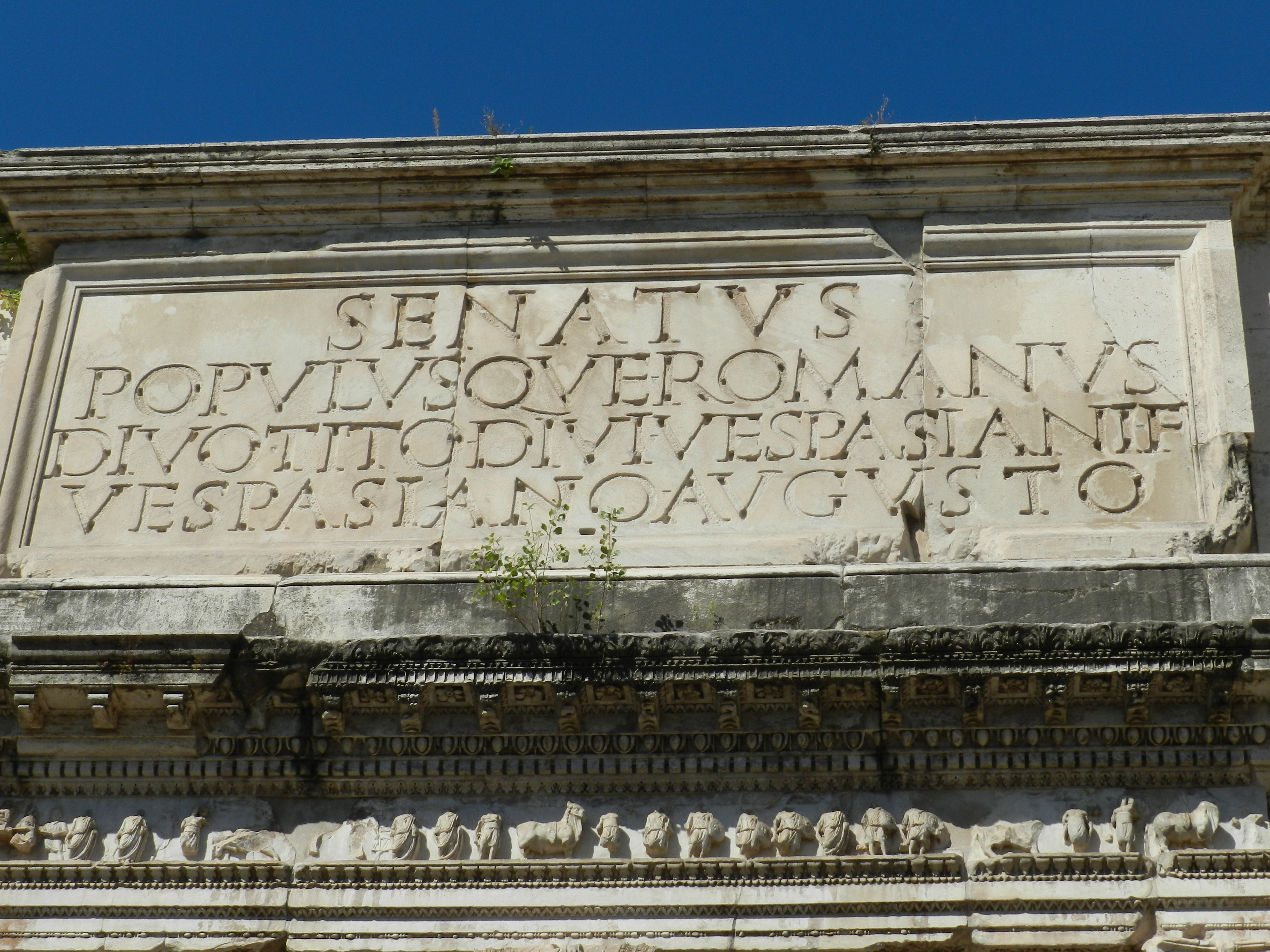
Dedikationsinschrift (Ostseite)

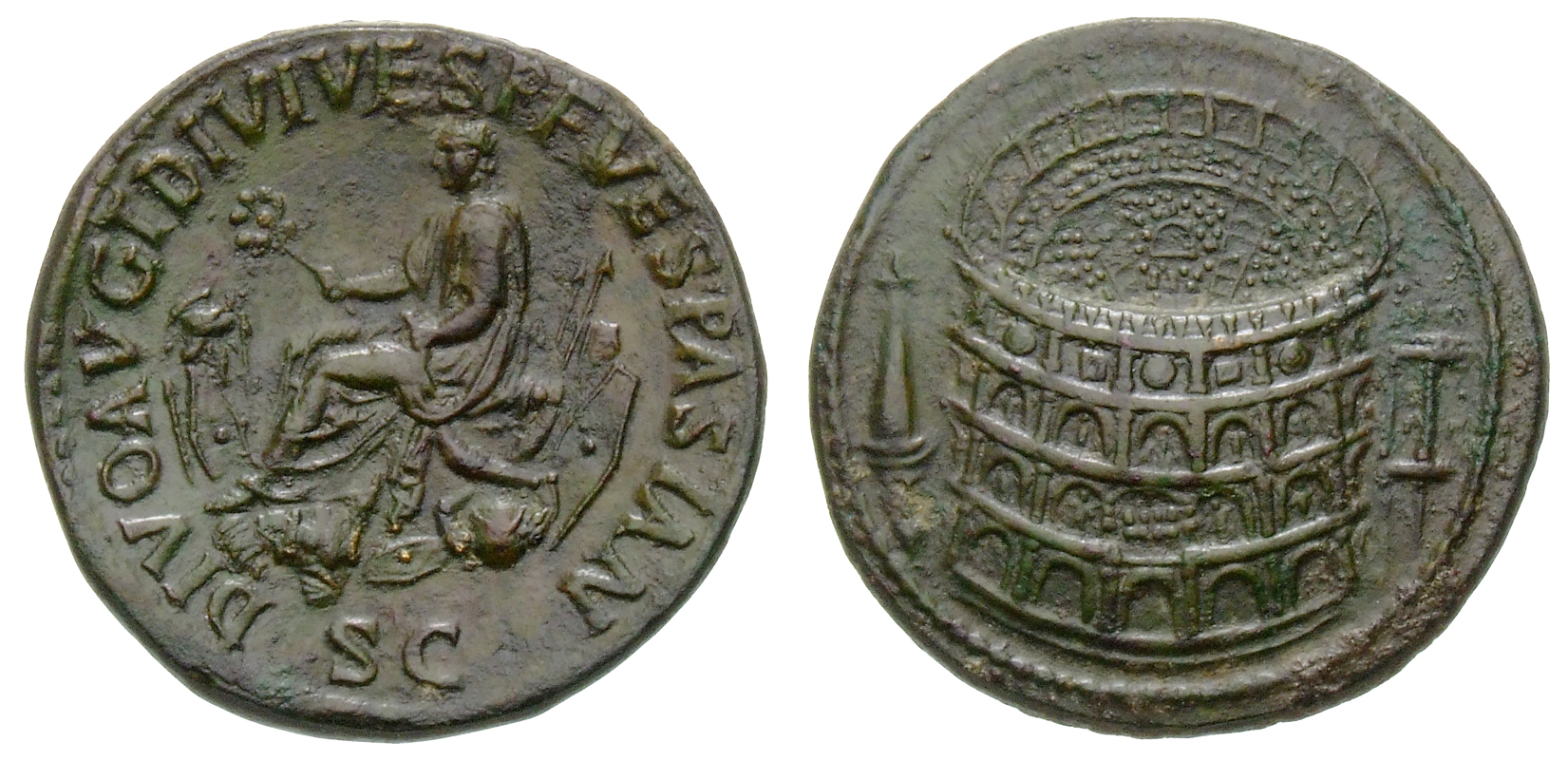
Vorderseite: Der vergöttlichte Titus (Divus Titus) auf kurulischem Stuhl, Rückseite: Kolosseum (Münzprägung Domitians, 81/82 n. Chr., Münzkabinett Berlin)

für den vergöttlichten Titus, den Sohn des vergöttlichten Vespasian,

den Vespasian Augustus)
Diese vierzeilige Inschrift ist auf einer Tafel angebracht, welche aus drei Marmorplatten unterschiedlicher Größe besteht. Ursprünglich waren Bronzebuchstaben daran befestigt, d. h. wahrscheinlich an vorgefertigten Löchern aufgesteckt. Die Buchstabenhöhe nimmt von der ersten bis zur vierten Zeile ab. Die Verteilung der Buchstaben ist relativ ungeschickt, vor allem am Ende der dritten Zeile: dort musste aus Platzmangel die Rahmenbreite reduziert werden.
Von einer identischen Inschrift an der Westseite ist auszugehen. Der Text entspricht völlig dem Wortlaut, der bei der Widmung an einen vergöttlichten Kaiser üblich war. Es ist somit möglich, die Erbauung des Bogens nach dem Tod des Titus (13. September 81) und nach dessen von seinem Bruder und Nachfolger Domitian zielstrebig verfolgter Divinisierung zu datieren. Auf Münzen, die 81 und 82 geprägt wurden, ist Titus bereits als Divus dargestellt. Wahrscheinlich war die Vergöttlichung des Titus auch der Anlass für den Bau des Titusbogens; somit kann diese Baumaßnahme wohl in die ersten Regierungsjahre Domitians datiert werden (82 n. Chr. oder kurz danach).
Anstelle der verlorenen antiken Inschrift der Westseite wurde bei der Restaurierung des Titusbogens 1823 eine sechszeilige Inschrift mit Bronzebuchstaben neu angebracht:

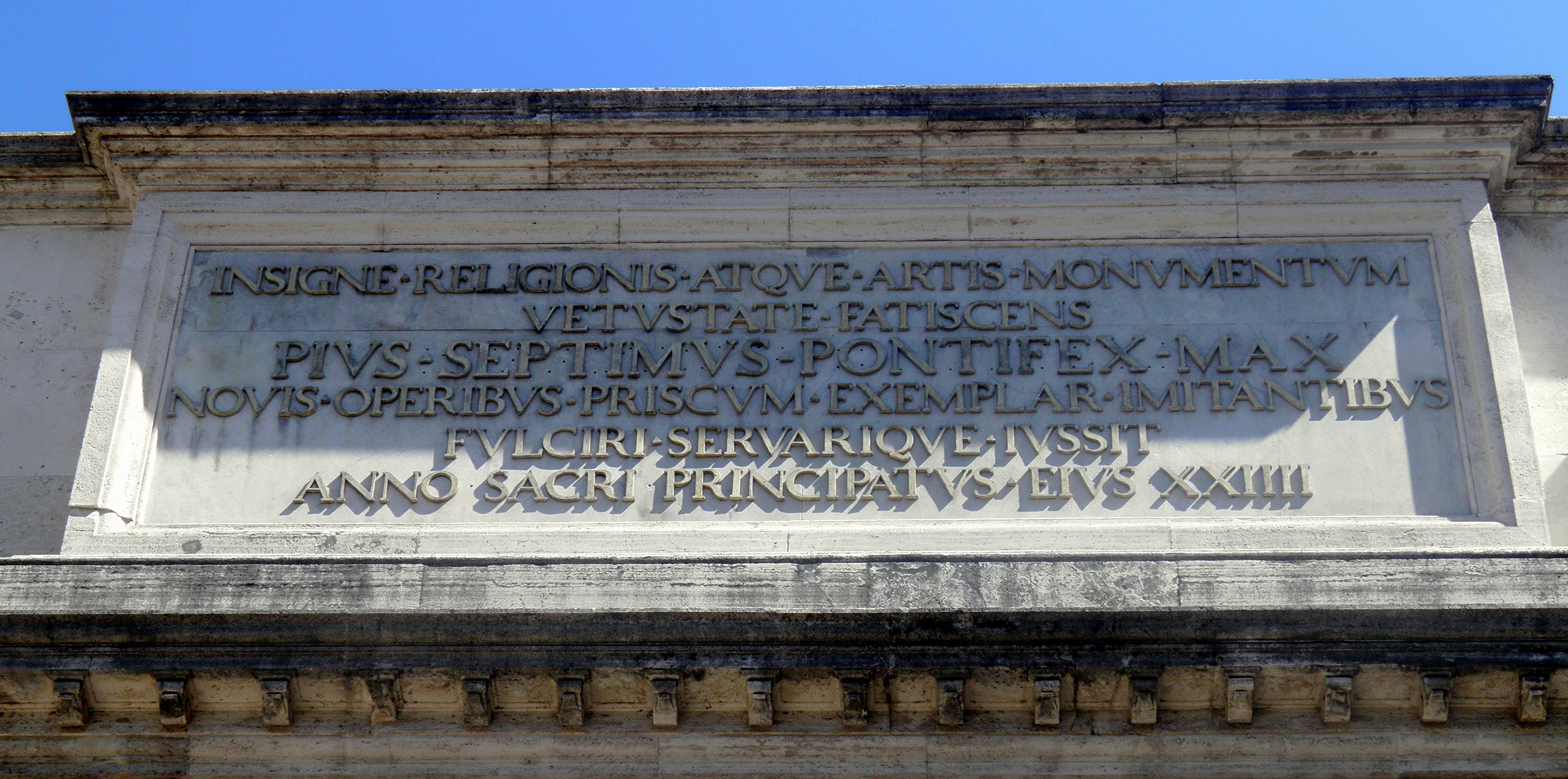
Restaurationsinschrift (Westseite)

„INSIGNE RELIGIONIS ATQUE ARTIS MONUMENTUM

VETUSTATE FATISCENS

PIUS SEPTIMUS PONTIFEX MAX

NOVIS OPERIBUS PRISCUM EXEMPLAR IMITANTIBUS

FULCIRI SERVARIQUE IUSSIT

ANNO SACRI PRINCIPATUS EIUS XXIIII“

(Das bedeutende Denkmal der Religion und der Kunst,

das durch sein Alter zu verfallen begann,

hat Papst Pius der Siebente

mit neuen Bauarbeiten, die das alte Vorbild nachbilden,

stützen und erhalten lassen

im Jahre seines heiligen Prinzipats 24.)
Die Inschrift dokumentiert das nach dem Ende der napoleonischen Herrschaft erstarkte Selbstbewusstsein des Papstes. „Die Monumentalinschrift spiegelt Titus’ Monumentalinschrift. Durch ihre schiere Größe, die gewählte Schriftart, ihren Ort und ihre Länge erklärt sie Pius VII. für gleichwertig mit Titus, wenn nicht ihm überlegen.“

### Architektur
Der Bogen ist etwa 14,50 Meter hoch, 13,50 Meter breit und 4,75 Meter tief. Die Bauausführung des Titusbogens war allerdings recht ungenau, und bei der Restaurierung des Bogens im frühen 19. Jahrhundert wurde dieser teilweise abgetragen und neu aufgebaut.
Auf einem mindestens 4 Meter tiefen Gussfundament mit Bretterverschalung, das abwechselnd aus Kalkstein- und Basaltsteinlagen gefügt wurde, erhebt sich das aufgehende Mauerwerk des Bogens. Es besteht aus Travertinblöcken, die mit Marmor verkleidet wurden. Unten, für den Betrachter gut sichtbar, kam Pentelischer Marmor zum Einsatz, über dem Architrav der weniger kostbare Lunensische Marmor. Um das Gewicht über dem Gewölbe zu reduzieren, wurde eine Attikakammer eingezogen.
Der Bogen hat sowohl horizontal als auch vertikal einen klaren dreiteiligen Aufbau:
Horizontal:
- oben: Attika,
- Mitte: Säulenordnung mit Gebälk,
- unten: Sockel.

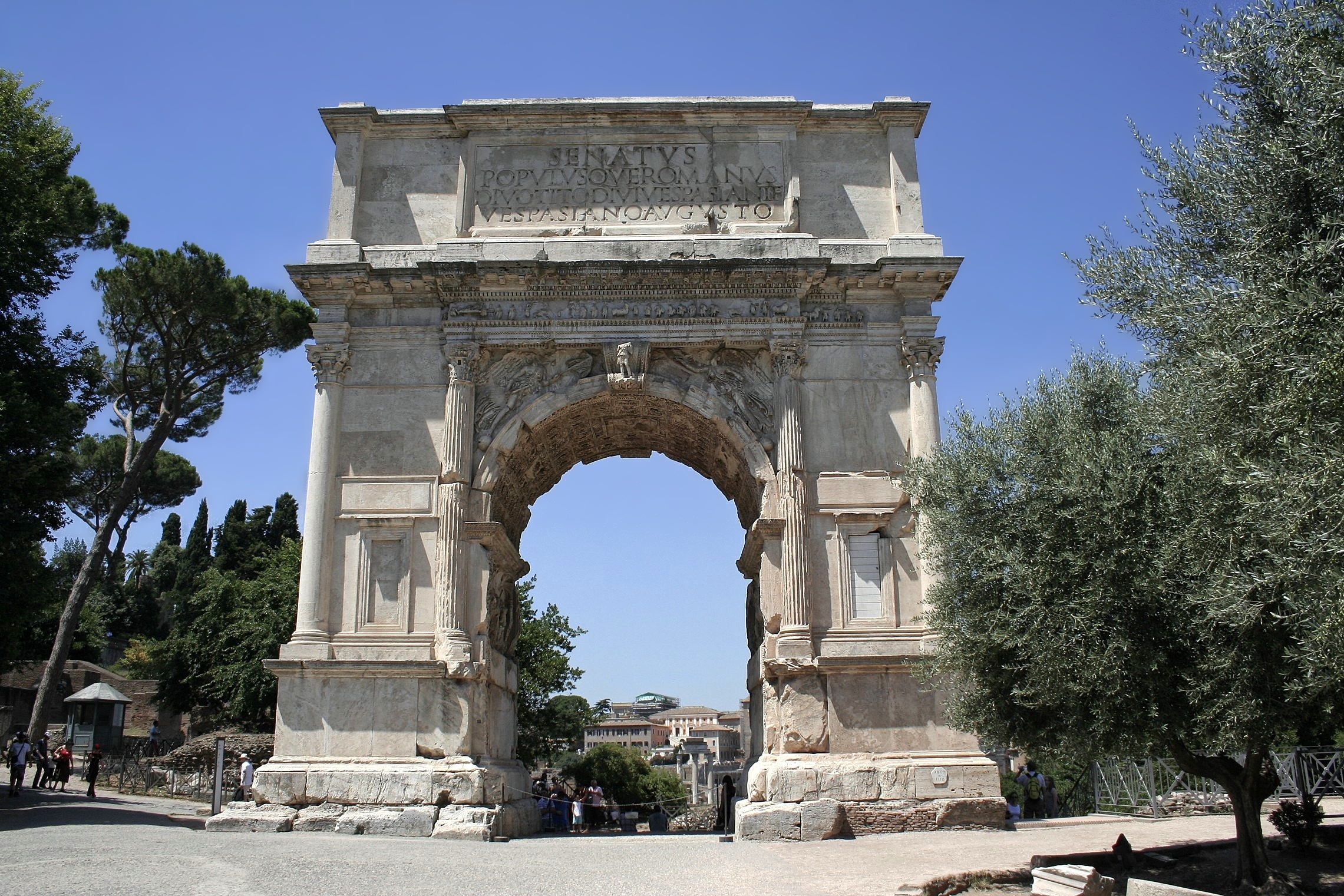
Ostfassade des Titusbogens mit Tür im Nordpylon

Die Trennlinien sind hier durch die jeweiligen Abschlussgesimse betont.
Vertikal: Zwei Pylone mit zurückspringenden Attikaflächen flankieren den Durchgang mit seinem vorspringenden Gebälk und der Inschrifttafel. Die vertikalen Trennlinien werden durch vier Frontsäulen und Verkröpfungen in Gebälk und Attika betont. Weitgehend glatte Außenfassaden kontrastieren mit der reichen Ornamentik und Reliefierung des Durchgangs.
An der Ostseite des Nordpylons befindet sich eine Tür, durch die man über eine Treppe in die Attikakammer und aufs Dach gelangt. Der Ansatz der Treppe ist römisch, der Rest wurde, ebenso wie die geziegelte und eingewölbte Attikakammer und das Dach (Kopfsteinpflaster), bei der Restaurierung im frühen 19. Jahrhundert ergänzt.

### Bauornamentik
Basen, Sockel, Abschlussgesimse, Kämpfer und Rahmen weisen schmucklose Profile auf.
Die beiden Triumphzug-Reliefs im Durchgangsbogen sind von je zwei Pilastern flankiert, die vorspringende Kämpferkapitelle tragen: Aus einer Akanthusstaude wächst jeweils ein Stamm, von dem volutenförmige Ranken abgehen, die in Blüten oder Tierkörpern enden (erkennbar sind Ziege, Hase, Hund, Löwe und Esel). Vogelpaare sitzen in den einzelnen Etagen; Adler auf Blitzbündeln bekrönen die Pilaster. Die Ausführung ist sehr unterschiedlich, was als Defizit an Koordination und Planung, aber auch als Virtuosität und Abwechslungsreichtum beurteilt werden kann.

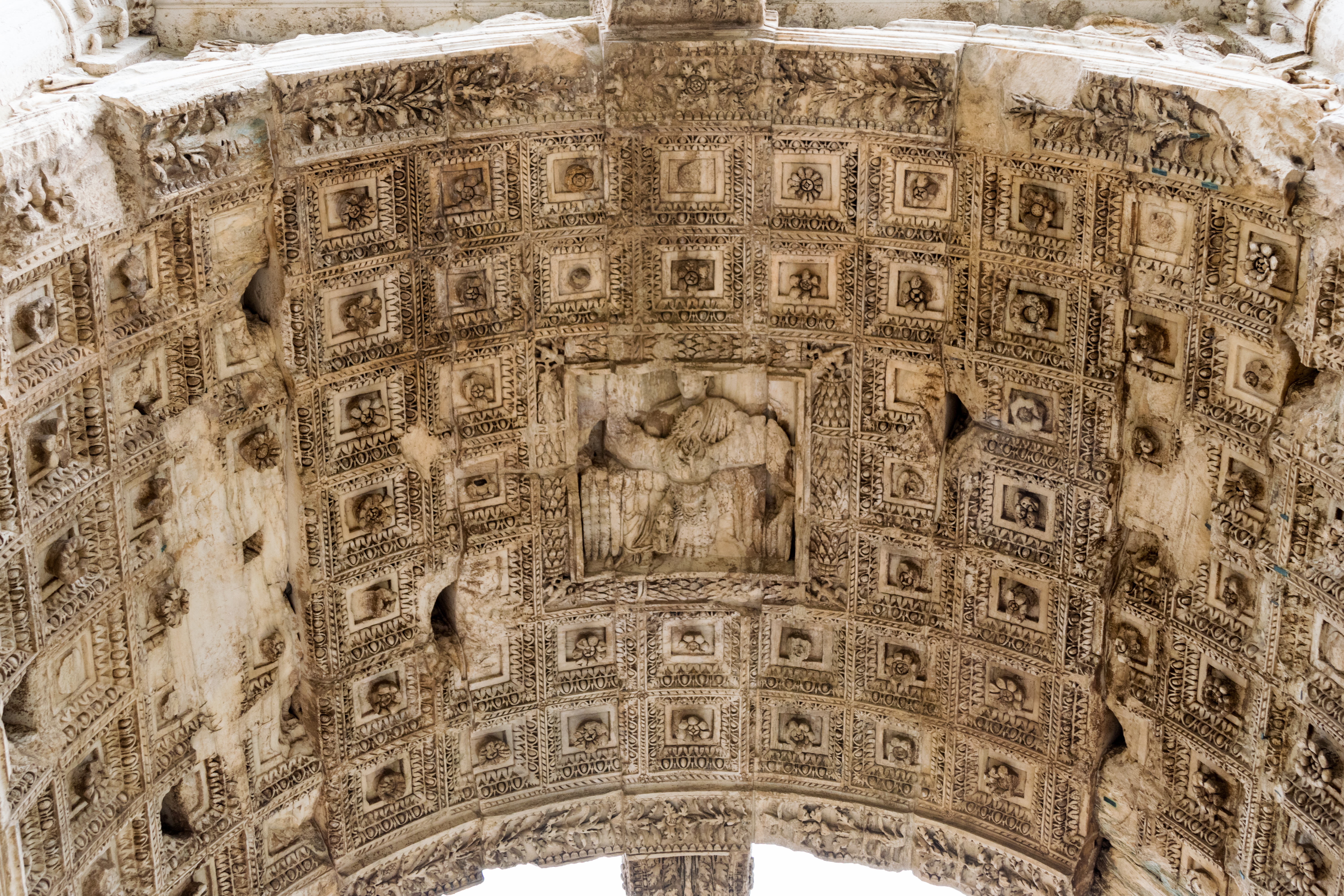
Kassettendecke im Inneren des Bogens

Das Gewölbe hat eine Kassettendecke von 7 × 15 Feldern, von denen das Scheitelrelief (siehe unten) 3 × 3 Felder ausfüllt. Die qualitätvollere Arbeit findet sich im unteren Bereich, während weiter oben schlechtere Steinmetzen eingesetzt wurden. Da am Bau gearbeitet wurde, hatten diese auch die schlechteren Arbeitsbedingungen. Sie standen auf der obersten Plattform eines im Durchgang eingezogenen Gerüsts und bearbeiteten Gewölbepartien auf bzw. über Kopfhöhe. Dabei lieferten sie entsprechend „monotone und qualitätslose“ Ornamentik ab. Zeitdruck erzwang schließlich den Abbruch der Kassettierungsarbeiten.
Weitere Ornamentik findet sich an den beiden Schlusssteinen des Torbogens und den insgesamt acht kannelierten Säulen. Von ihren Kapitellen sind nur zwei bauzeitlich, und zwar die beiden Durchgangskapitelle der Ostseite. Sie galten lange, wenn auch unzutreffend, als früheste Beispiele der Verbindung von ionischem und korinthischem Kapitell zum Kompositkapitell. Ebenfalls an der Ostfassade blieb ein Teil des Gebälks erhalten. Es zeigt Akanthusstauden, aus welchen Ranken sprießen, die in Blüten enden, aus denen wiederum Tiere hervorgehen, und zwar abwechselnd Huftiere und Pfoten/Tatzentiere.
Das gesamte Attika-Abschlussgesims ist eine moderne Ergänzung nach dem Vorbild des Trajansbogens von Ancona.

### Reliefschmuck

#### Durchgangsreliefs

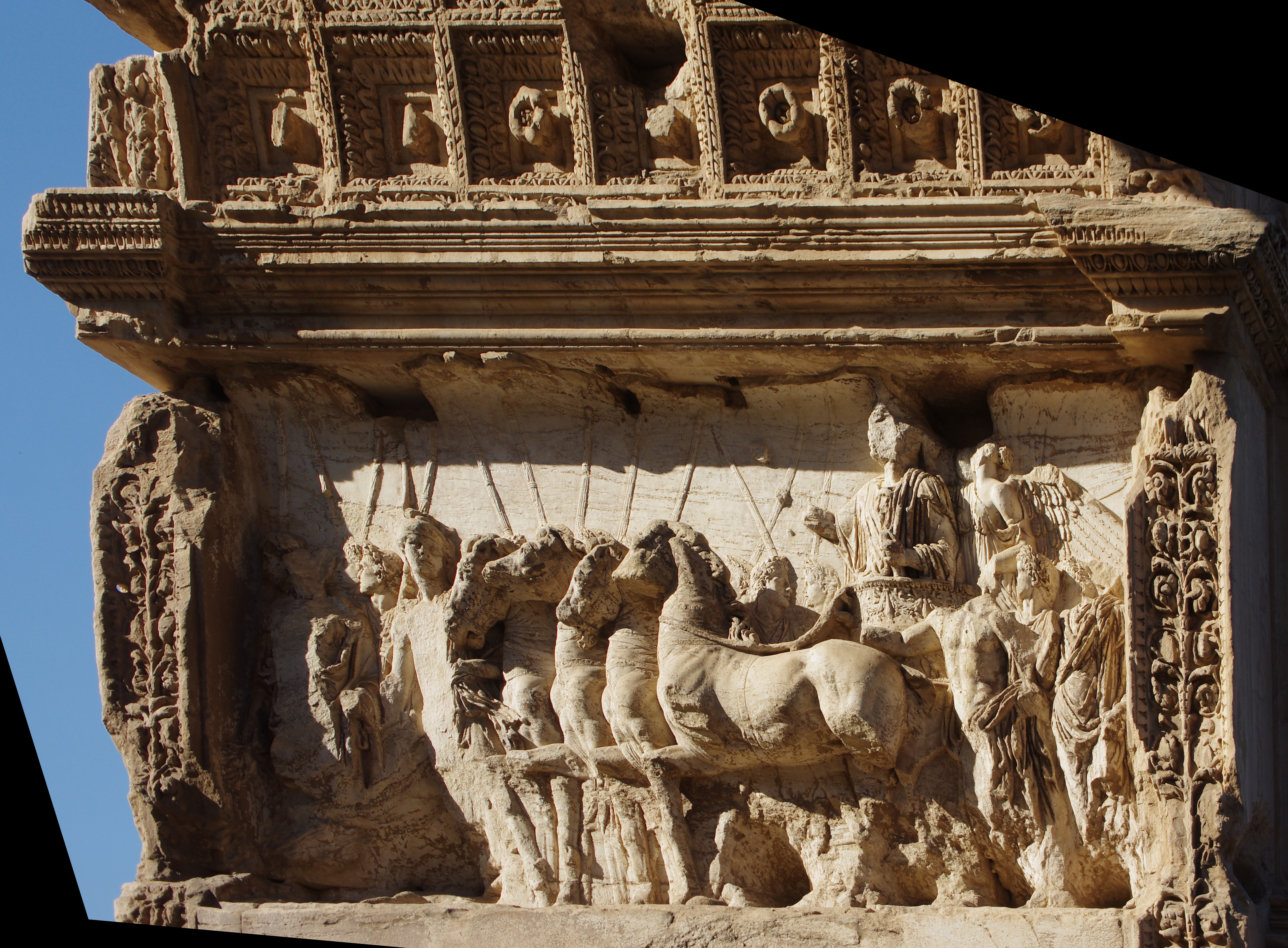
Triumphatorrelief

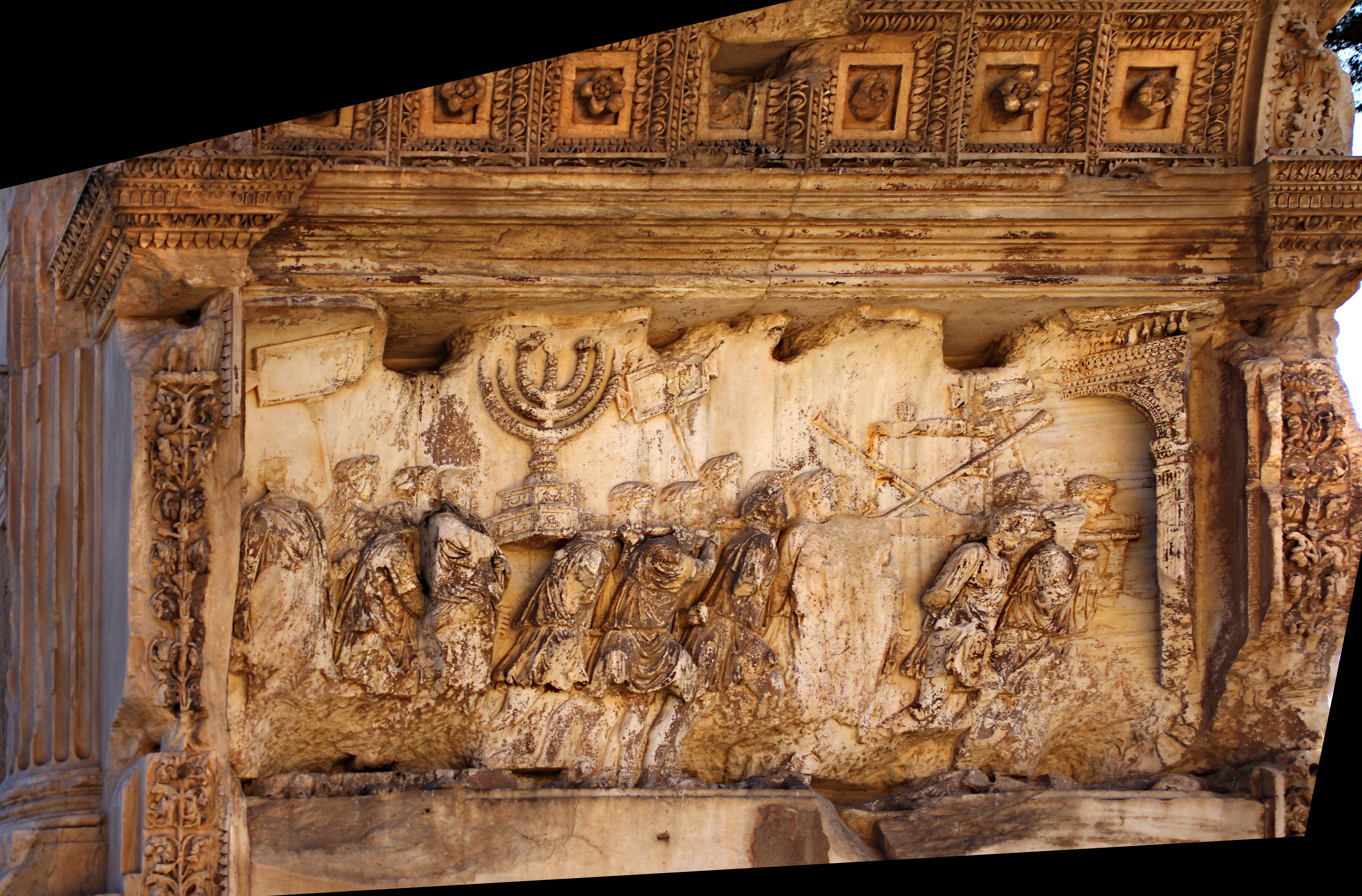
Beuterelief

Innerhalb des Gewölbes befinden sich zwei große Bildtafeln:
- Triumphatorrelief (Nordseite): Kaiser Titus bewegt sich, bekränzt von der Siegesgöttin Victoria, auf einer Quadriga vorwärts. Die kriegerisch gekleidete Virtus, das tapfere Verhalten im Krieg, führt die Pferde an. Honos, die Verkörperung der ehrenvollen Bürgertugend, sowie zwölf Liktoren begleiten den Zug. Im Bildprogramm des Titusbogens ist der Triumphzug von 71 jenes Ereignis in der Biografie des Titus, das zu seinen Lebzeiten auf seine Apotheose vorausweist.[18] Der Triumphzug selbst wird in der antiken Literatur detailliert von Flavius Josephus beschrieben.
- Beuterelief (Südseite): Das gegenüber dem Triumphatorrelief angebrachte Beuterelief begründet die Aufnahme des verstorbenen Titus unter die Götter, indem es wie ein Rechenschaftsbericht (res gestae) seinen größten Erfolg in Erinnerung ruft: die Eroberung Jerusalems.[19] Hier sieht man einen Ausschnitt des Triumphzugs, der soeben einen am rechten Bildrand schräggestellten Torbogen erreicht. Je acht einfache römische Soldaten[20] tragen Gestelle (fercula), auf denen besonders wertvolle Beutestücke aus dem Jerusalemer Tempel präsentiert werden; vorausgetragene Tafeln (tituli) identifizieren diese Objekte für das Publikum. Es gibt drei Tafeln und zwei Schaugestelle. Auf dem vorderen Schaugestell erkennt man den goldenen Schaubrottisch, auf dem zwei Räuchergefäße stehen; zwei silberne Trompeten sind zwischen den Tischbeinen drapiert. Auf dem hinteren Schaugestell wird die goldene siebenarmige Menora vorbeigetragen. Zuletzt gingen Fergus Millar und ihm folgend Michael Sommer davon aus, dass diese auffällige bildliche Häufung jüdischer Kultgegenstände in der Propaganda der Flavier den Juden die Rolle der Außenstehenden zugewiesen habe, wodurch dargestellt worden sei, dass Vespasian und Titus einen Sieg über äußere Reichsfeinde und nicht über einfache Rebellen errungen hätten.[21]

#### Scheitelrelief

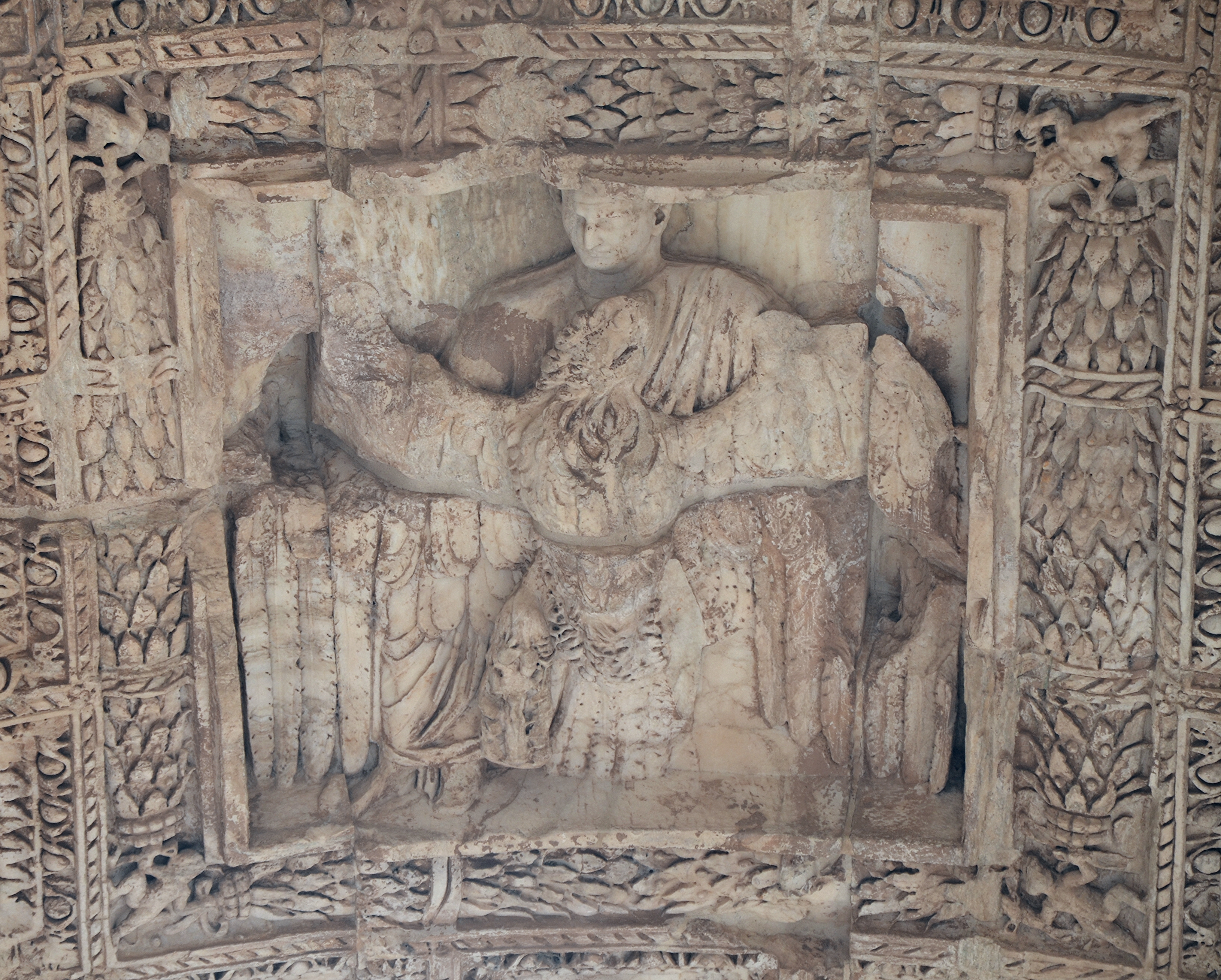
Scheitelrelief

In der Mitte des Gewölbes sind 3 × 3 Kassettenfelder ausgespart, in denen das Scheitelrelief gerahmt von Lorbeergirlanden, die in den Ecken von Putten gehalten werden, seinen Platz hat. Es zeigt Titus auf einem Adler reitend, welcher den Kopf in Richtung des Forums gewandt und die Flügel weit ausgebreitet hat. Der Kopf des Divus Titus zeigt noch die Spuren von Schlageisen und Bohrer, die abschließende Glättung unterblieb. „Furchen durchziehen die Stirn, die schlitzförmigen Augen sitzen schräg, das Doppelkinn zeichnet sich markant ab, das r. Ohr ist in die Fläche geklappt.“ Andere Gesichtsmerkmale des Titus wie das geteilte Kinn und die vollen Lippen fehlen. Auch dieses Relief entstand am Bau; man sieht es daran, dass der Steinmetz beim rechten Adlerflügel unerwartet auf einen Dübel traf. Die Figur wurde ungeschickt angelegt, so dass die obere Schädeldecke des Titus vom Rahmen abgeschnitten wird. Obwohl Titus auf dem Adler reitend eigentlich in rechtem Winkel zu diesem zu sehen sein müsste, erscheinen beide hier parallel. Der Adlerflug ist ein klassisches Symbol der Apotheose, unabhängig davon, ob bei der Konsekration des Titus ein Adler von seinem Scheiterhaufen aufstieg, wie es im Konsekrationszeremoniell erst seit Septimius Severus bezeugt ist.

#### Victorien
Vier geflügelte, mit Chiton bekleidete Victorien sind in den Gewölbezwickeln dargestellt. Dabei wurden feste Vorbilder kopiert und den Figuren unterschiedliche Attribute beigegeben:
- Ostseite rechts: Tuba
- Ostseite links: Vexillum
- Westseite rechts: Eichenkranz und Palmzweig
- Westseite links: Tropaion

Gerade weil die gleichen Vorlage der Flügelfigur kopiert wurde, sieht man die unterschiedlichen Fähigkeiten der Steinmetzen: An der Ostseite wurden die Gewänder weich und fließend modelliert, das Gefieder der Flügel ist fein und gerundet; auf der Westseite ist das nicht der Fall. Die Verteilung der Attribute hat System. Auf der Ostseite ist man mit Tuba und Vexillum sozusagen noch im Kampfgetümmel, auf der Westseite wird der Sieg gefeiert.

#### Schlusssteine
An der Ost- und Westseite sind die Schlusssteine als Voluten gestaltet und zeigen je eine auf Akanthusblättern stehende Figur, deren ursprüngliche Höhe etwa 0,9 bis 1 m betragen hat. Die Schlusssteine wurden wegen ihrer statischen Bedeutung auch mit symbolischen Darstellungen versehen, die man besonders gewichten wollte:
- Ostseite: Virtus oder Roma
- Westseite: Honos oder Genius des römischen Volkes.

Im Blick auf das Gesamtprogramm des Titusbogens hält Michael Pfanner nur die Interpretation als Virtus und Honos für plausibel. Beide Gottheiten assistieren Titus auf dem Triumphatorrelief. Die beiden Victorien der Ostfassade des Titusbogens reichen Virtus Attribute des Kampfes, während Honos von den Victorien der Westfassade Attribute des Sieges dargeboten werden.

#### Kleiner Fries
Ein 0,45 m hoher Fries aus Lunensischem Marmor umspannte ursprünglich das gesamte Bauwerk oberhalb des Durchgangs; erhalten ist davon ein 9,45 m breiter Teil auf der Ostseite. Die Figuren sind 0,37 bis 0,40 m groß und stark beschädigt. Man erkennt einen Teil des Triumphzugs, der sich von links nach rechts bewegt. Insgesamt fünf geschmückte Opferstiere werden von Kultpersonal und Toga tragenden Römern begleitet. Dann folgt ein von vier Trägern gehaltenes Schaugerüst, auf dem ein ruhender Flussgott (der personifizierte Jordan) zu sehen ist. Sein Mantel umhüllt Hüften und Beine. Die linke Hand stützt sich auf eine liegende Hydria, aus der Wasser strömt. Die rechte Hand hält Schilfstengel.
Vergleichbare kleine Friese findet man unter anderem auch an der Ara Pacis sowie am Trajansbogen von Benevent. Charakteristisch ist die frontale Darstellung relativ gedrungener Figuren mit überproportional großen Köpfen (was der Betrachtung von unten Rechnung trägt). Der Fries des Titusbogens motiviert die frontale Darstellung, indem er einen kurzen Halt des Zuges darstellt. Die Steinmetzen belebten die Abfolge der vielen einander ähnlichen Figuren recht phantasievoll, zum Beispiel gibt es eine bewegte kleine Szene mit einem sich sträubenden Stier, der vom Kultdiener (victimarius) gebändigt werden muss.

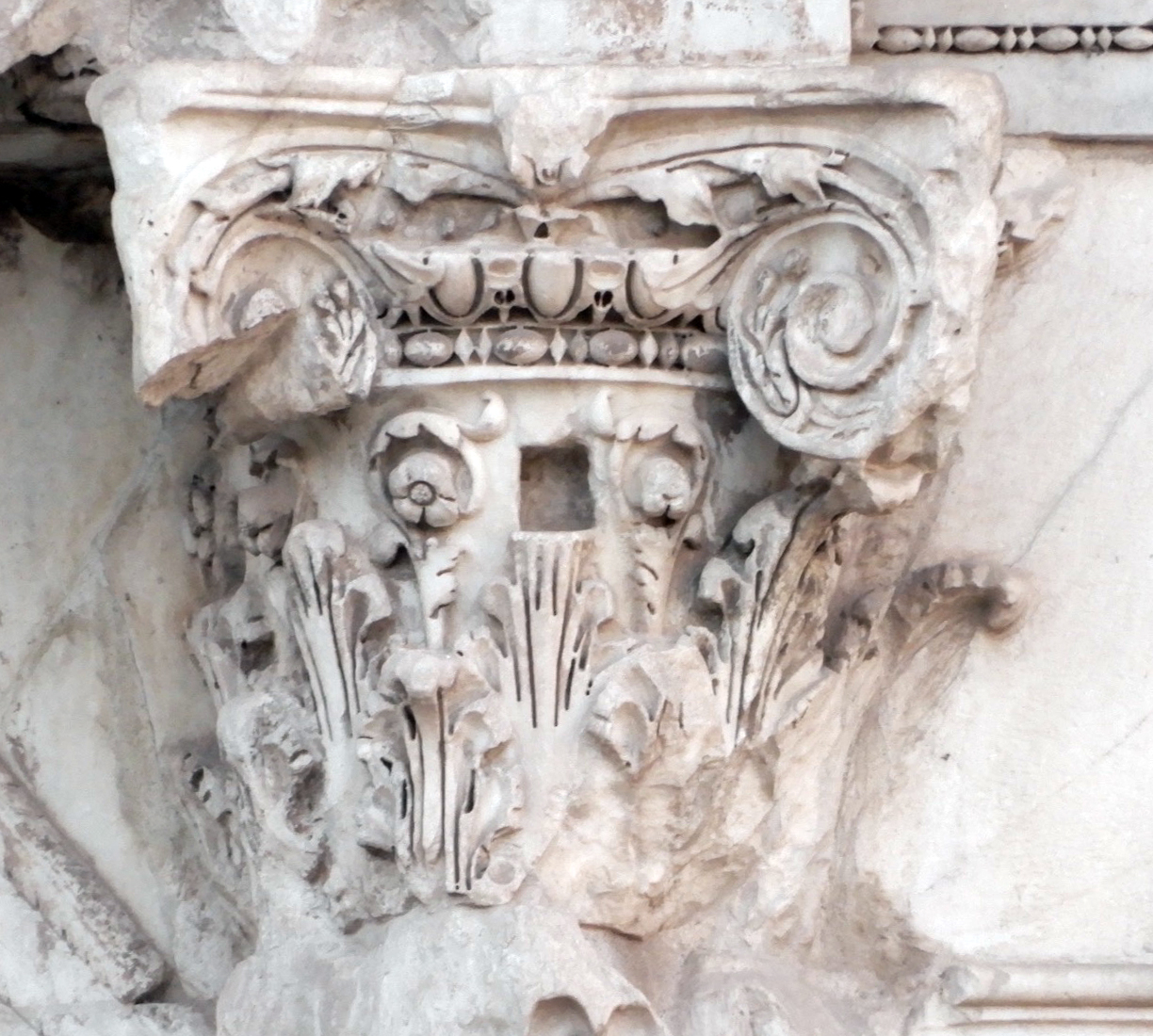
Kapitell
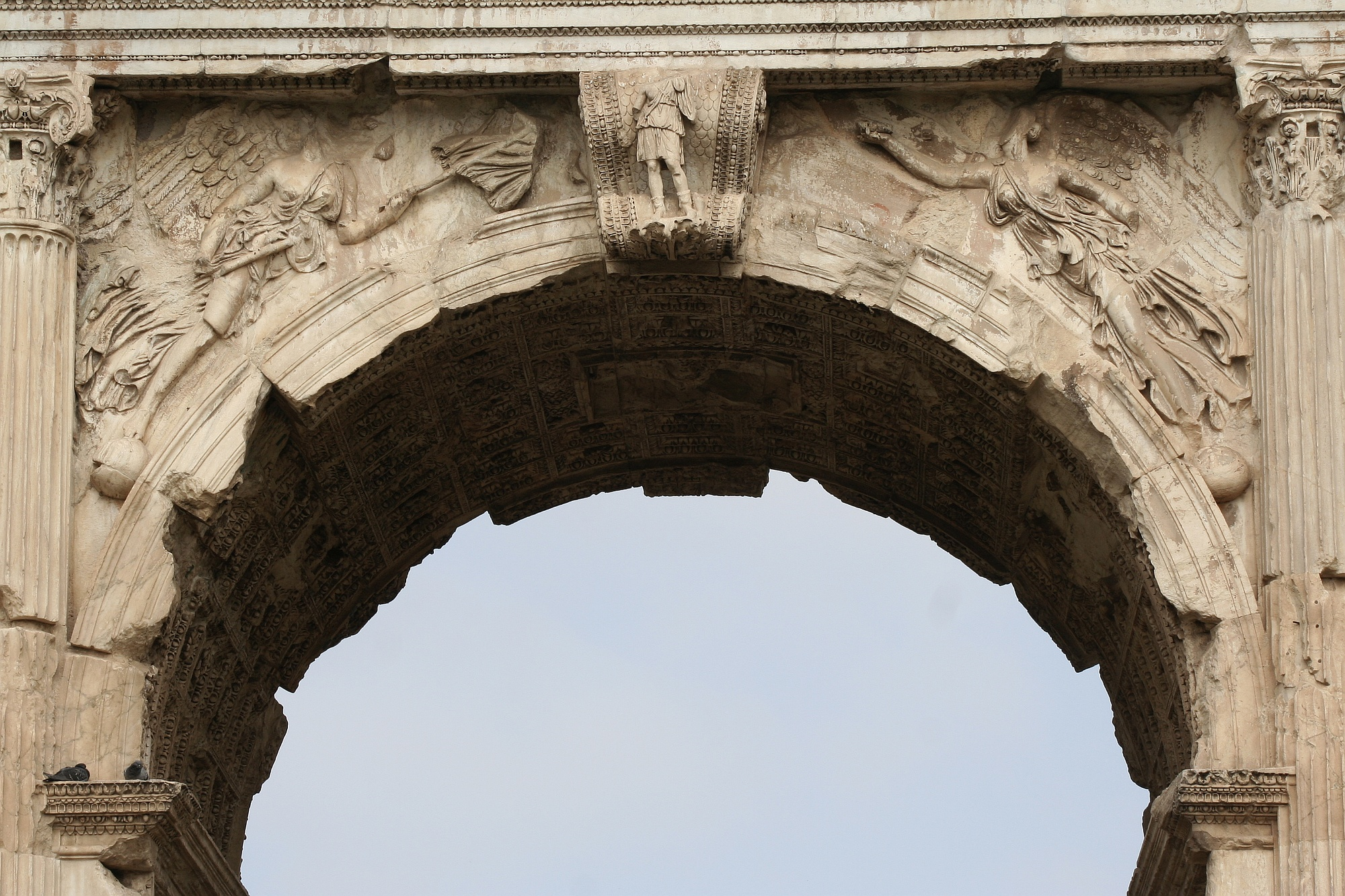
Victorien der Ostseite
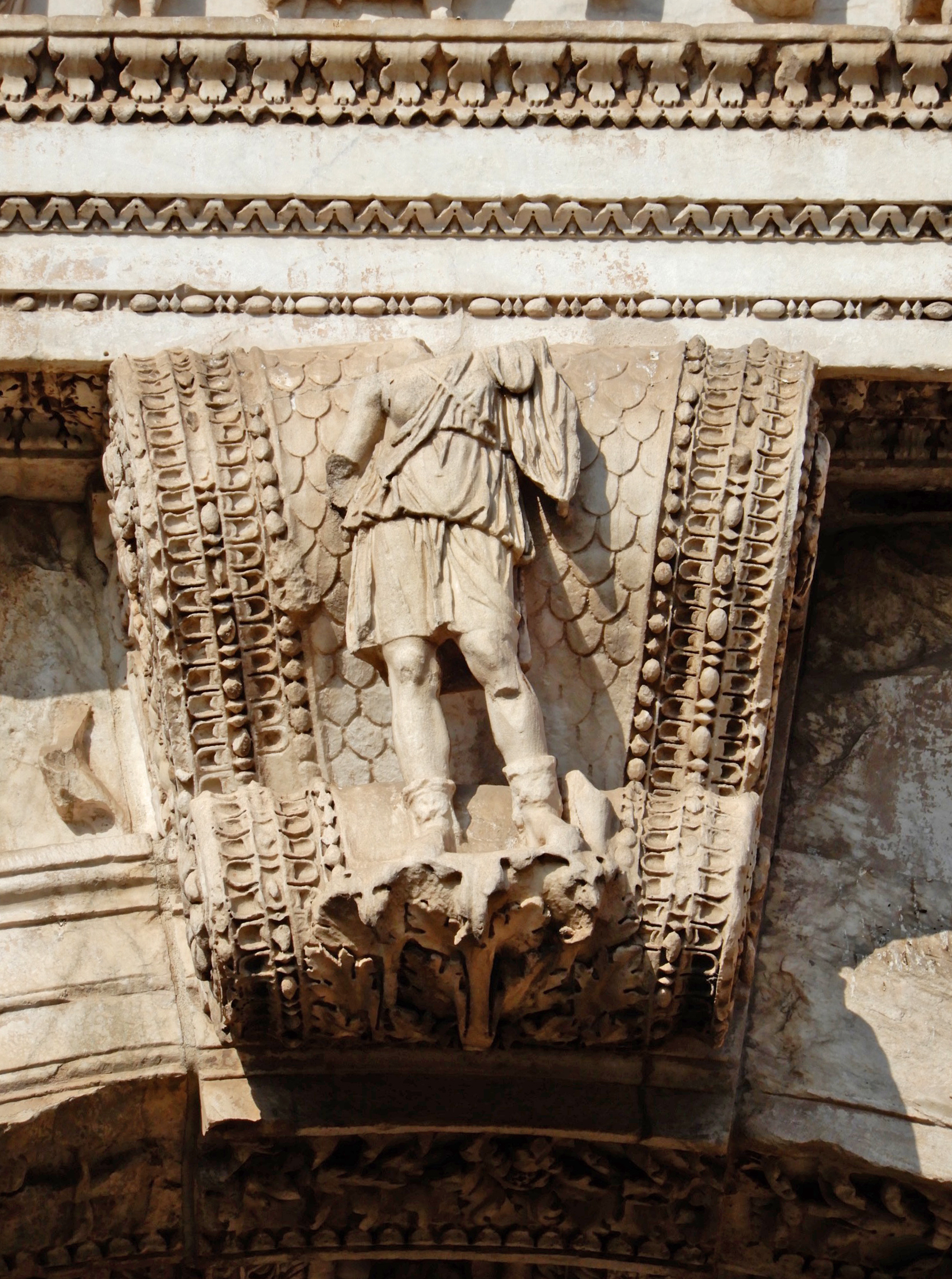
Schlussstein, Virtus
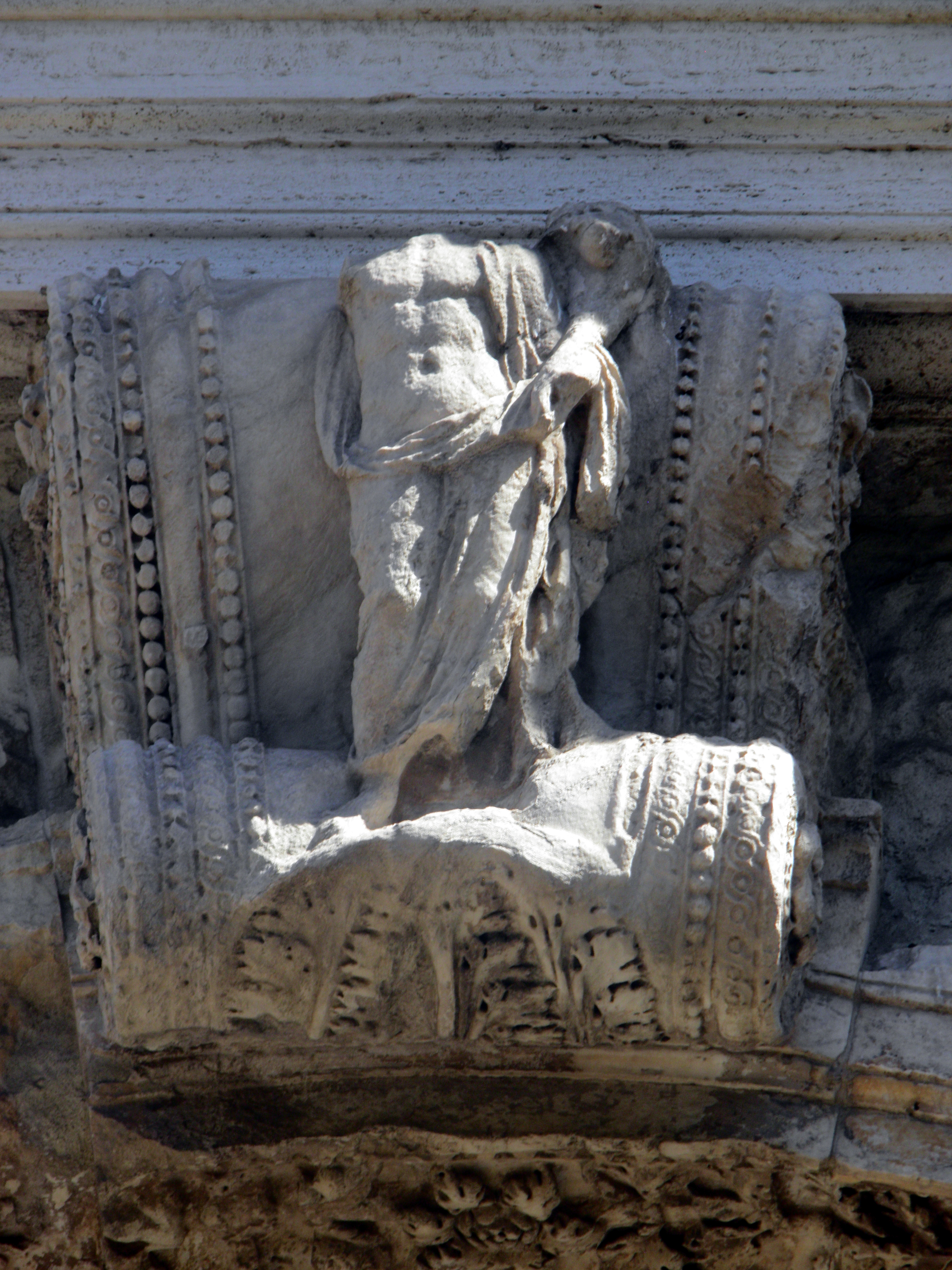
Schlussstein, Honos
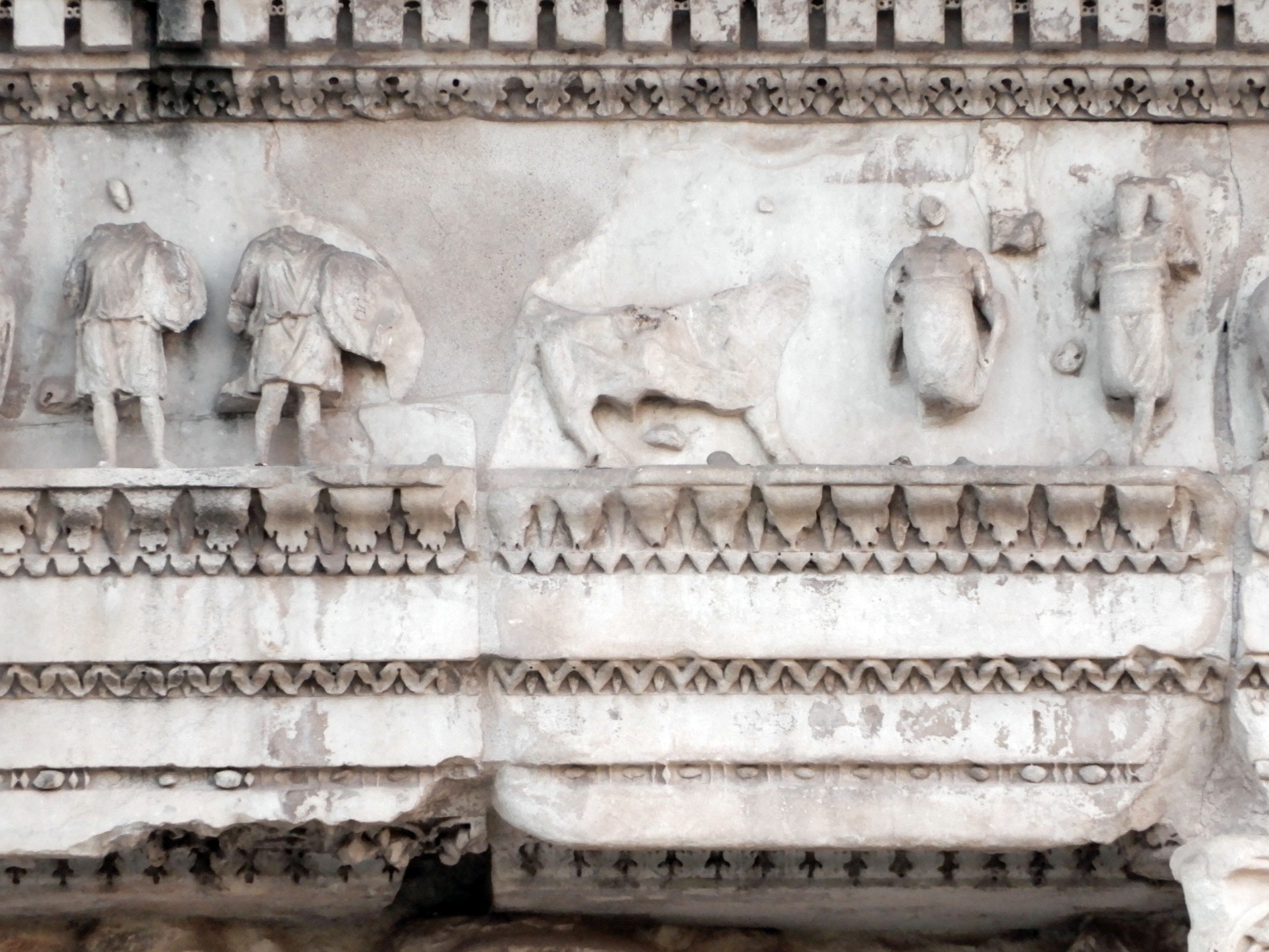
Kleiner Fries, Ausschnitt

## Geschichte des Titusbogens

### Vorgeschichte: Ein zu Lebzeiten des Titus errichteter Ehrenbogen

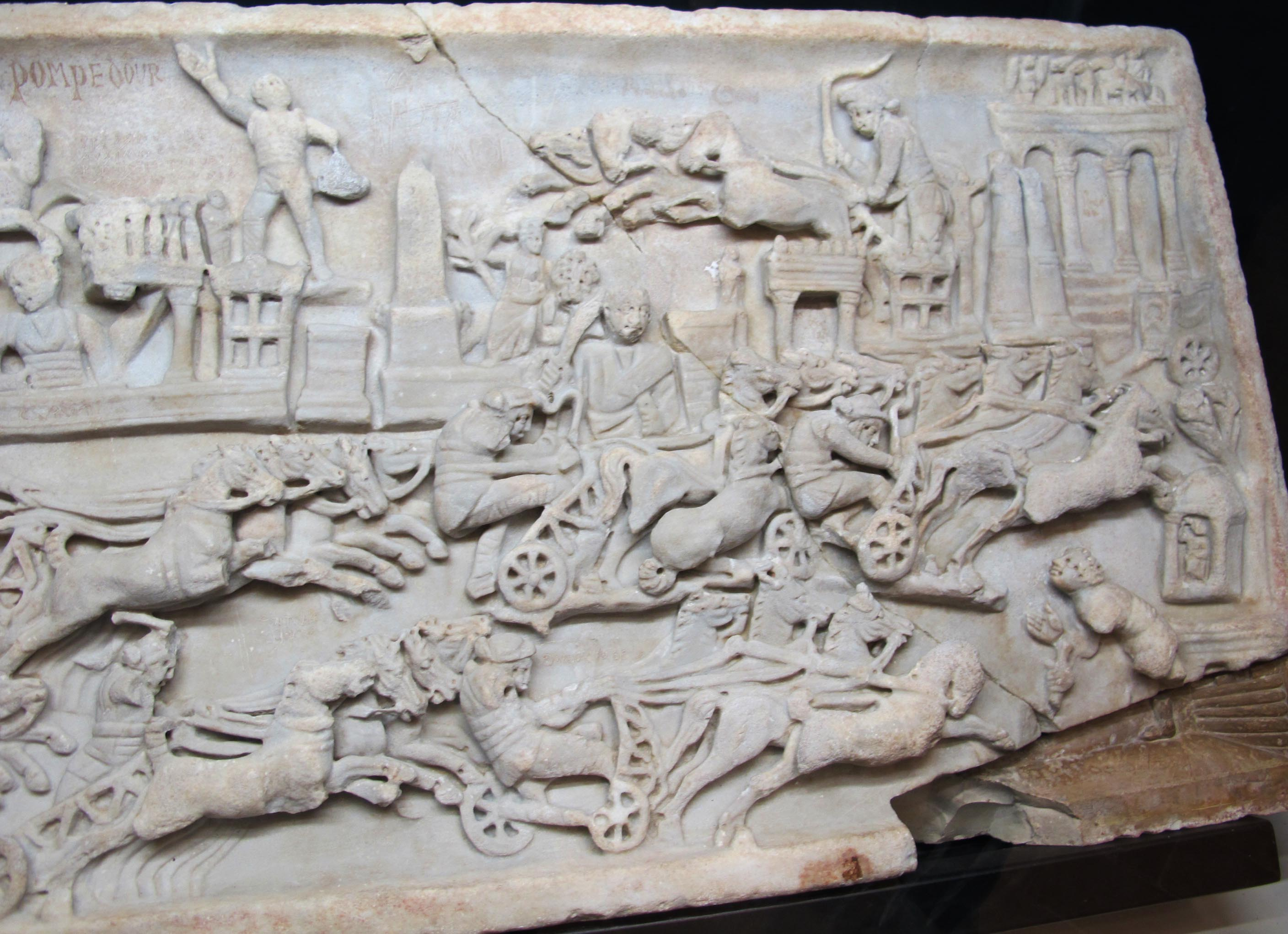
Foligno-Relief, oben rechts der Ehrenbogen für Titus im Circus Maximus

Im Circus Maximus ließ der Senat dem Titus im Jahr 81, noch zu dessen Lebzeiten, einen Ehrenbogen errichten, welcher bis ins Mittelalter bestand und danach entweder zerfiel oder abgebrochen wurde, um seine Steine als Baumaterial zu verwenden.
Für das Aussehen des Bogens werden ein Mosaik aus der Villa Romana del Casale (Piazza Armerina, Sizilien) und ein Relief im Palazzo Trinci (Foligno) herangezogen. Beide Bildquellen des 3./4. Jahrhunderts stellen ein Wagenrennen im Circus Maximus dar. Demnach handelte es sich bei dem Ehrenbogen für Titus um einen dreitorigen Bogen mit vier freien Säulen und vier Pilastern sowie einer Quadriga als Attikabekrönung.
Die Widmungsinschrift ist durch eine als genau geltende Abschrift im Codex Einsidlensis 326 (8./9. Jahrhundert) bekannt. Sie lautete:
„SENATUS

POPULUS(QUE) ROMANUS

IMPERATORI TITO CAESARI DIVI VESPASIANI F(ILIO) VESPASIAN[O] AUGUSTO

PONTIF(ICI) MAX(IMO) TRIB(UNICA) POT(ESTATE) X IMP(ERATORI) XVII [C]O(N)S(ULI) VIII P(ATRI) P(ATRIAE) PRINCIPI SUO

QUOD PRAECEPTIS PATRI[IS] CONSILIISQ(UE) ET AUSPICIIS GENTEM

IUDAEORUM DOMUIT ET URBEM HIERUSOLYMAM OMNIBUS ANTE

SE DUCIBUS REGIBUS GENTIBUS AUT FRUSTRAM PETITAM AUT

OMNINO INTEMPTATUM DELEVIT“

(Der Senat

und das Volk von Rom

für den Imperator Titus Caesar Vespasianus Augustus, den Sohn des vergöttlichten Vespasianus

den Pontifex Maximus, zum zehnten Mal Tribun, zum 17. Mal Imperator, zum achten Mal Konsul, den Vater des Vaterlandes, seinem Princeps.

Dafür, dass er auf Anweisung und gemäß dem Plan seines Vaters unter dessen Oberbefehl das Volk

der Juden bezwang und die Stadt Jerusalem, die vor ihm von allen

Fürsten, Königen und Völkern entweder vergeblich belagert oder

gar nicht erst angegriffen worden war, zerstörte.)
Der Kanoniker Benedictus, Verfasser des Pilgerführers Mirabilia urbis Romae (um 1143), missverstand diese Inschrift, da er Vespasianus nicht als Namensbestandteil des Titus erkannte, und schrieb den Ehrenbogen daher Vespasian und Titus zu.
Dass Jerusalem vor Titus nie erobert wurde, ist eklatant falsch – die Stadt war zuvor mehrfach erobert worden, unter anderem von Pompeius 63 v. Chr. und Sosius 37 v. Chr. Die Inschrift wählt ein ungewöhnlich gewaltbetontes Vokabular und unterstreicht das noch, indem delevit (er hat zerstört) in Endposition gesetzt wird. Domuit (er hat bezwungen) lässt an das Zähmen wilder Tiere denken. Den besiegten Feind sprachlich zu entmenschlichen, war im Kontext der Versklavung üblich. Die Inschrift legte damit nahe, dass nicht nur die aufständischen Judäer, sondern alle Juden zu Sklaven der Römer geworden wären.
Der Bogen befand sich mitten auf der Achse der Südostkurve des Circus Maximus. 2014 und 2015 wurden die Fundamente gefunden und archäologisch gesichert, indem sie wieder zugeschüttet wurden.

### Der Titusbogen in der Baupolitik Domitians
„[Domitian] ließ in allen Regionen der Stadt so viele riesige verdeckte Durchgänge und Triumphbögen bauen, daß man auf einem in griechischen Buchstaben geschrieben hat: ‚Es ist genug‘.“

Solche Ehrenbögen mussten formell jedes Mal vom Senat beschlossen werden, wie auch aus der Widmungsinschrift des Titusbogens hervorgeht.
Die Beurteilung der Politik Domitians ist dadurch erschwert, dass Sueton und andere antike Historiker ihm gegenüber entschieden negativ eingestellt waren. Sueton behauptete, dass Domitian zwar die Divinisierung seines verstorbenen Bruders veranlasst, Titus aber davon abgesehen keiner Ehren für würdig gehalten, ja sogar abfällig über ihn gesprochen habe. Dies trifft nicht zu. Vielmehr zeigte Domitian Vater und Bruder gegenüber auf verschiedene Weise seine Pietät. Indem er den Ruhm der verstorbenen Flavier förderte, legitimierte er auch seine eigene Herrschaft. „Ihm konnte nichts gelegener sein als zu unterstreichen, daß er Sohn und Bruder von divi sei.“ Seine Baupolitik unterstreicht diese Anliegen: Titus hatte für den Kult des vergöttlichten Vespasian einen Tempel errichten lassen, Domitian weihte diesen auch dem Kult des Titus. In späteren Regierungsjahren ließ er einen Tempel zum Kult der Flavierfamilie anlegen (templum gentis Flaviae) und dort vielleicht auch die Asche von Vater und Bruder deponieren.

### Spätantike und frühmittelalterliche Erwähnungen des Titusbogens

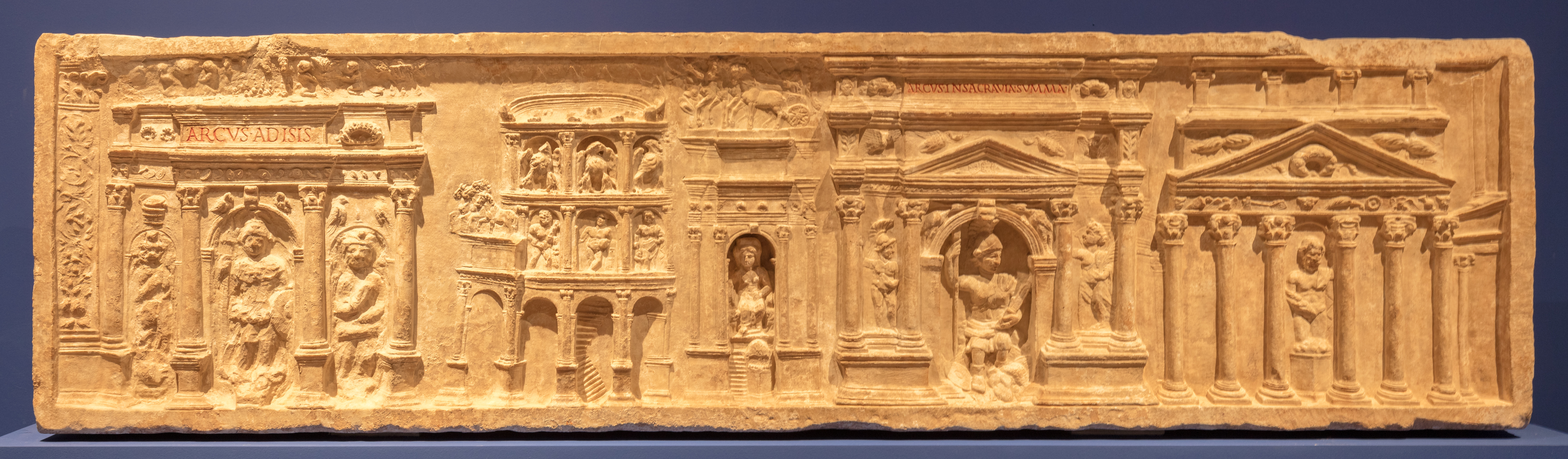
Haterierrelief, viertes Bauwerk von links: Arcus in sacra via summa (Vatikanische Museen, Inv. 9997)

Das Mausoleum der Haterii wurde im 2. Jahrhundert an der Via Labicana errichtet. Eines seiner Reliefs (Foto) zeigt verschiedene Bauwerke Roms – die Haterier waren an mehreren Bauprojekten der Flavierzeit beteiligt, worauf hier mit Stolz hingewiesen wurde. Ein Bauwerk wird mit Inschrift als „Bogen auf der Höhe der Via sacra“ (arcus in sacra via summa) bezeichnet und oft mit dem Titusbogen identifiziert. Die Architektur weist keine Ähnlichkeit auf; die Lokalisierung des im Relief dargestellten Bogens ist unklar, da der Verlauf der Via sacra in der Flavierzeit nicht feststeht. Da aber kein anderes Bogenmonument bekannt ist, welches hier besser passen würde, „bleibt es am plausibelsten, auf dem Haterierrelief den Titusbogen zu erkennen.“

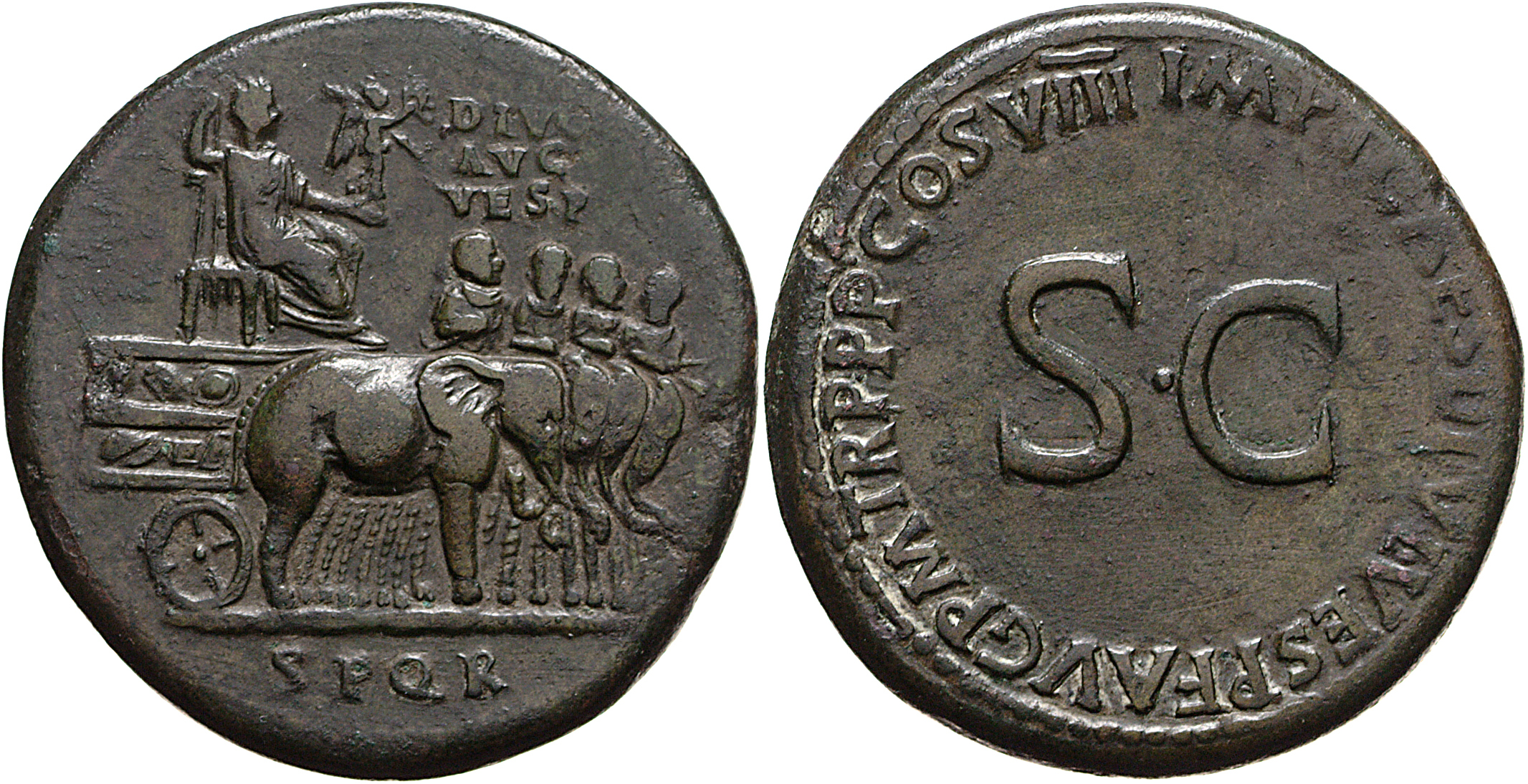
Beispiel einer flavischen Elefanten-Quadriga: Der vergöttlichte Vespasian (Divus Vespasianus) mit Victoria auf dem Wagen des Triumphators, auf jedem Elefanten ein Elefantenlenker (Münzprägung des Titus, 80/81 n. Chr., Münzkabinett Berlin)

Aus einer Nachricht Cassiodors lässt sich entnehmen, dass der Bogen in der Antike als bronzene Attikabekrönung Titus auf einer Elefanten-Quadriga zeigte. Cassiodor teilt nämlich mit, der Gotenkönig Theodahad habe in den Jahren 535/536 die Restaurierung bronzener Elefanten in Auftrag gegeben, welche auf die Via Sacra herunterzufallen drohten. Da die Via Sacra im 6. Jahrhundert ihren Verlauf durch den Titusbogen nahm, ist es plausibel, dass dieser hier gemeint ist. Eine Elefanten-Quadriga würde gut zum Gesamtprogramm des Bogens passen.
Der Codex Einsidlensis 326, ein Pilgerführer zu den heiligen Stätten Roms, erwähnt im 9. Jahrhundert den (heute nicht mehr vorhandenen) Titusbogen im Circus Maximus als ARCU IN CIRCO MAXIMO, während der unter Domitian errichtete Titusbogen als AD VII LUCERNAS „Bei den sieben Lampen“ bezeichnet wird – gemeint ist der siebenarmige Leuchter auf dem Beuterelief.

### Der Titusbogen vom Hochmittelalter bis in die Neuzeit
Vom 11. bis zum 13. Jahrhundert wurde der Titusbogen als eines der Eingangstore der Festung der Adelsfamilie Frangipani genutzt. Diese Festung umschloss den Tempel der Venus und der Roma, Teile des Palatins, den Konstantinsbogen sowie später auch das Kolosseum.
Im Pilgerführer Mirabilia urbis Romae (um 1143) wurden zwei Titusbögen unterschieden: jener im Circus Maximus und jener „bei Santa Maria Nuova zwischen dem größeren Palast und dem Tempel des Romulus, der Bogen der Sieben Lampen für Titus und Vespasian, wo man den siebenarmigen Leuchter des Mose und die Bundeslade sehen kann.“ Seit dem 12. Jahrhundert ist bezeugt, dass päpstliche Prozessionen an bestimmten Feiertagen und städtischen Gedenktagen den Titusbogen durchzogen. Der neugewählte Papst zog mit seinem Gefolge in Prozession von der Lateranbasilika zum Petersdom; dieser feierliche Adventus, mit der der neue Papst symbolisch die Herrschaft über Rom übernahm, überquerte das Forum und durchzog dabei den Titusbogen. Der Erste Kreuzzug hatte Jerusalem und den Tempelberg unter christliche Kontrolle gebracht. Auf Rom wirkte dieser Erfolg so zurück, dass die Lateranbasilika nun als „neuer [Jerusalemer] Tempel“ interpretiert werden konnte (Konzept der translatio templi). Angeblich war die Lateranbasilika auch im Besitz der von Titus erbeuteten Tempelgeräte Menora und Bundeslade [= Schaubrottisch].

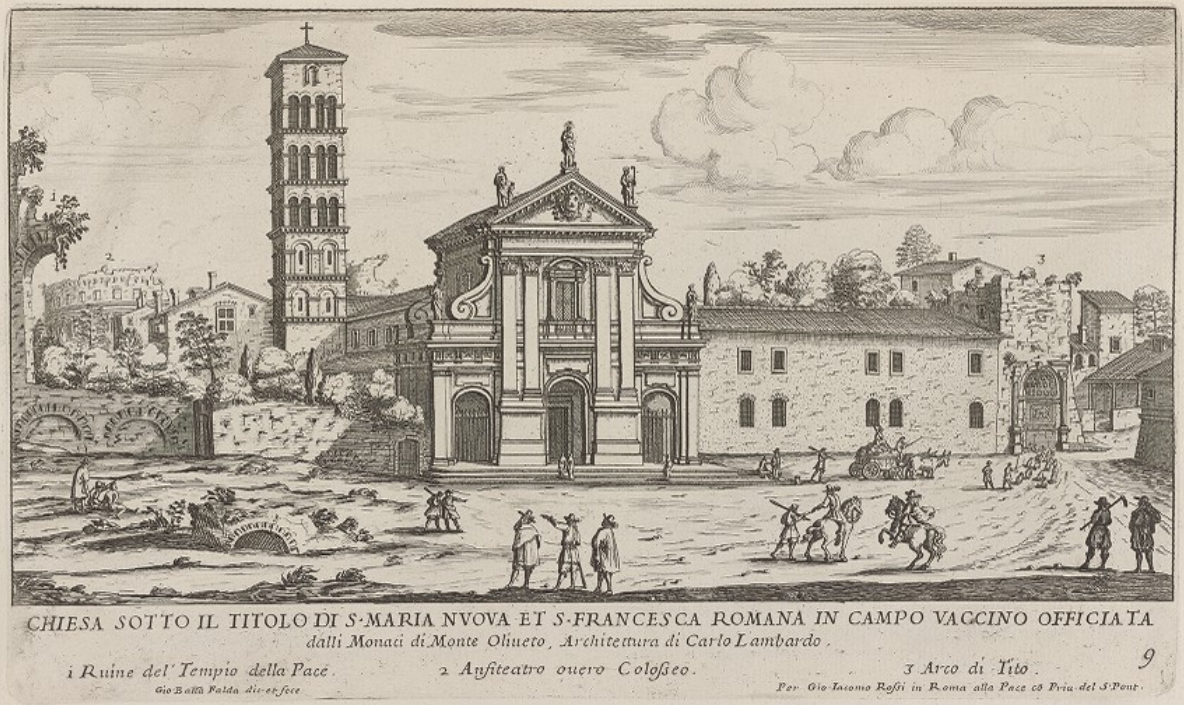
Gebäudeensemble von Santa Maria Nova mit Titusbogen rechts (Giovanni Battista Falda, 1667/69)

Aus dem 15. Jahrhundert sind mehrere Maßnahmen von Päpsten zum Schutz der antiken Monumente Roms bekannt, die auch dem Titusbogen zugutekamen. Eine auf den 21. Mai 1466 datierte Rechnung galt wahrscheinlich der Errichtung einer geziegelten Stützmauer, die den baufälligen Bogen an der Südseite sicherte. Sie blieb bis zur großen Renovierung des frühen 19. Jahrhunderts bestehen.
Der Kupferstich von Giovanni Battista Falda (Foto) zeigt, wie der Titusbogen im 17. Jahrhundert in den Gebäudekomplex des Olivetanerklosters einbezogen war. An den Titusbogen war ein Getreidespeicher angebaut. In der Attikakammer des Titusbogens wohnten anscheinend Mönche. Ab 1715 wurde die Kammer renoviert.

### 19. Jahrhundert
Am 8. Januar 1808 befahl Napoleon Bonaparte die militärische Besetzung des Kirchenstaats. Im Februar wurde Rom eingenommen. Die französische Verwaltung (Konsulata) unter dem Kommandanten Sextius Alexandre François de Miollis brachte zahlreiche stadtplanerische Projekte auf den Weg. „Die urbanistischen Strukturen wurden nach den Kriterien der Verwaltungsrationalität und der kaiserlichen Grandeur neu geordnet.“ Zu diesen Veränderungen im Stadtbild gehörte ein „Garten des Kapitol“, der sich zwischen Kapitol und Kolosseum erstrecken sollte. Eine von Antonio Canova geschaffene Statue Napoleons als Kriegsgott Mars sollte in der Mitte des Forum Romanum zwischen Septimius-Severus-Bogen und dem freigestellten Titusbogen zu stehen kommen. Die Bedeutung eines von seiner Umbauung befreiten Titusbogens für das Stadtbild Roms war damit erkannt. Die Niederlegung angrenzender Gebäude führte aber zu statischen Problemen des Titusbogens. 1813 wurde deshalb geplant, den Bogen entweder durch geziegelte Stützmauern an beiden Seiten zu stabilisieren oder ihn abzureißen und neu aufzubauen. Dazu kam es dann nicht mehr. Nachdem sich Napoleon 1814 aus Rom zurückgezogen hatte und bald darauf endgültig besiegt wurde, plante Papst Pius VII. die Wiederherstellung der alten Größe Roms. Renovierungsmaßnahmen an antiken Monumenten gingen einher mit Rückgabeforderungen antiker Kunstwerke der vatikanischen Sammlungen, die nach Frankreich verbracht worden waren.

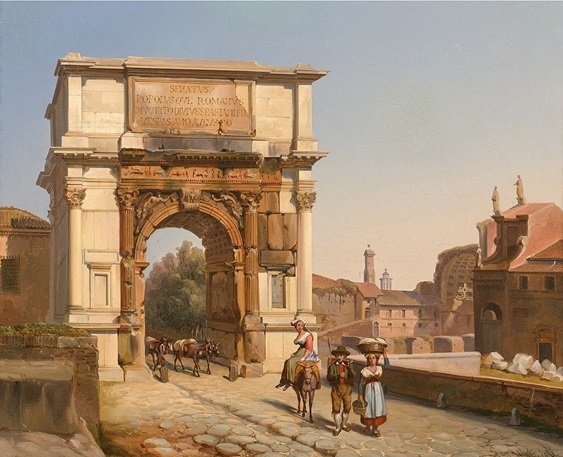
Fausto Antonioli: Der Titusbogen auf dem Forum Romanum (19. Jahrhundert, Privatsammlung)

Die Restaurierung des Titusbogens wurde von Raffaelo Stern als Architekt des Apostolischen Stuhls 1818 begonnen. Stern ließ die zu ergänzenden Travertinblöcke anfertigen und den Bogen einrüsten, aber die Arbeiten gingen nur langsam voran. Ende 1820 starb Stern bei einem Unfall. Daraufhin wurde Giuseppe Valadier mit der Leitung der Restaurierung beauftragt. Valadier plante, den Bogen abzureißen und neu aufzubauen. Er legte dies 1821 in einem Vortrag dar, der auch als Broschüre gedruckt wurde. Valadier interpretierte den Titusbogen als Sieg Roms über das Judentum und stellte dabei eine Kontinuität zwischen den römischen Kaisern und den Päpsten her. Hatte die französische Besatzungszeit für die jüdische Gemeinde Roms rechtliche Verbesserungen gebracht, so wurde dies während des Pontifikats Pius VII. konsequent zurückgenommen. Pfanner zufolge hatte Stern die gesamte Restaurierung konzipiert, und Valadier, der eigentlich andere Pläne hatte, setzte Sterns Konzept um. Dieses bestand darin, Ergänzungen aus Travertin, nicht aus Marmor anzufertigen und dafür schmucklose Profile zu wählen, so dass der Betrachter die antike Bausubstanz von Hinzufügungen unterscheiden konnte. Der Titusbogen gilt somit als das erste Beispiel einer modernen Restauration. Valadier erwähnte zunächst korrekt Sterns Anteil an den Planungen, ließ aber beim Wiederabdruck seiner Broschüre 1833 alle Hinweise auf Stern weg und stellte sich als den alleinigen Restaurator des Bogens dar. Um die verschobenen Archivoltsteine zu justieren, ließ Valadier das obere Drittel des Bogens abbauen und wieder neu zusammenfügen. Die Archivoltblöcke wurden allerdings ungenau versetzt, ebenso das Gebälk über dem südlichen Durchgangskapitell an der Ostseite. Valadier ließ die Attikakammer einreißen, weil er sie für mittelalterlich hielt, und wählte für das Abschlussgesims der Attika irrigerweise den Bogen von Ancona als Vorbild.

### 20. Jahrhundert
Die Veränderungen des Titusbogens im 20. Jahrhundert lassen sich auch anhand historischer Fotografien nachvollziehen. Bei der Ausgrabung des Forum Romanum ab 1901 wurden auch die Fundamente des Titusbogens bis in 4 m Tiefe untersucht. Der Bogen wurde mehrfach für kleinere Restaurierungsarbeiten eingerüstet, bei denen abgelöste Fragmente mit Mörtel und Klammern befestigt wurden. Im Zweiten Weltkrieg war der Titusbogen durch einen Schutzbau aus Mauern und Sandsäcken dem Blick entzogen. Gil Yaron schreibt, dass die Briten während dieses Krieges eine Verschwörung jüdischer Offiziere aufdeckten, die angeblich die Sprengung des Triumphbogens bei der Eroberung Roms planten. Nachdem die Vollversammlung der Vereinten Nationen am 29. November 1947 die Gründung des Staates Israel beschlossen hatte, versammelten sich die Mitglieder der jüdischen Gemeinde Roms und Holocaustüberlebende aus verschiedenen Staaten mit einer Menora am Titusbogen und durchzogen ihn in Gegenrichtung. Damit sollte das Exil symbolisch beendet und die Rückkehr der Menora und der Menschen nach Eretz Israel ausgedrückt werden.
In den 1960er Jahren schloss man die Lücken des Gebälkgesimses mit Travertin, um zu verhindern, dass eindringendes Wasser den Marmor zerstörte. Der Kleine Fries wurde von der Rückseite her chemisch verfestigt; dazu musste der Boden der Attikakammer geöffnet werden. Die Schäden durch Luftverschmutzung ließen sich nicht verhindern und wurden in der zweiten Hälfte des 20. Jahrhunderts immer offensichtlicher. Marmoroberflächen, die auf historischen Fotos der 1920er und 1930er Jahre noch fast intakt wirken, waren Ende der 1970er Jahre im Zustand des fortgeschrittenen Verfalls. Dies verändert auch die Wahrnehmung des Monuments, da die ursprünglich fein ausgearbeitete Bauornamentik nun grob wirkt. Hinzu kommen Beschädigungen durch Graffiti und Vandalismus, so wurde einer der Trägerfiguren des Beutereliefs vor 1979 der Oberarm abgeschlagen.

## Architektonische Bezugnahmen auf den Titusbogen
Der Trajansbogen von Benevent folgt dem Vorbild des Titusbogens. Die Ähnlichkeiten sind nach Pfanner nicht dadurch zu erklären, dass die gleiche Bauhütte tätig gewesen wäre. Seine Erbauer setzten sich vielmehr mit dem Titusbogen auseinander, indem sie Elemente kopierten, aber auch Fehler korrigierten und neue Lösungen suchten.
Unter den Bezugnahmen auf den Titusbogen in der Renaissancearchitektur ist der Portikus hervorzuheben, den Leon Battista Alberti für die Basilika Sant’Andrea (Mantua) entwarf.
Im 19. Jahrhundert, vor dem Hintergrund des europäischen Imperialismus, erfreuten sich Triumphbögen großer Beliebtheit; dabei wurden gerne die Proportionen des Titusbogens kopiert:
- Arc de Triomphe de l’Étoile (Paris), Architekt: Jean-François Chalgrin;
- Porte d’Aix (Marseille), Architekt: Michel-Robert Penchaud;
- Wellington Arch (London), Architekt: Decimus Burton;
- India Gate (Delhi), Architekt: Edwin Lutyens;
- Siegestor (München), Architekt: Friedrich von Gärtner.